# Tunel Chrystusa Zbawiciela
Tunel Chrystusa Zbawiciela (hiszp. Túnel del Cristo Redentor) – tunel przebiegających w Andach pomiędzy prowincją Mendoza w Argentynie a chilijską prowincją Los Andes w regionie Valparaíso. Nazwa tunelu pochodzi od znajdującej się niedaleko figury Chrystusa Zbawiciela z Andów (hiszp. Cristo Redentor de los Andes).
Tunel znajduje się na wysokości 3200 m n.p.m., jego długość wynosi 3080 m, z czego 1564 m znajduje się na terytorium Chile, a 1516 m na terytorium Argentyny. Tunel został otwarty w 1980 roku i znajduje się obok podobnego tunelu, który w XX wieku był wykorzystywany przez kolej transandyjską. Z powodu lokalizacji tunelu na dużej wysokości, dojazd do niego w czasie zimowych miesięcy jest utrudniony z powodu dużych opadów śniegu.